# Manifesto (Loredana Bertè)
Manifesto è il diciassettesimo album in studio della cantante italiana Loredana Bertè, pubblicato il 5 novembre 2021.

## Descrizione
Durante alcune interviste concesse nel momento della pubblicazione di Manifesto, Loredana Bertè ha definito quest'album un "inno al femminismo e ai vari modi di vivere il femminile". A tal proposito, la cantante ha fatto riferimento in particolare alla traccia Ho smesso di tacere, brano scritto da Luciano Ligabue e affidatole dopo una sua dichiarazione riguardante uno stupro subito in passato. L'artista afferma inoltre che, sebbene molti brani facciano riferimento ad altre donne, in realtà ciascuna traccia parla anche di se stessa, motivo per il quale definisce l'album come "autobiografico". La copertina dell'album è stata invece definita dalla cantante come "un omaggio ad Andy Warhol".
L'album è in diversi formati: Cd in 2 versioni (rosa e giallo), digitale e in 4 vinili in 4 colori diversi numerati (Blu trasparente, verde, azzurro e rosso).

## Tracce
1. Bollywood – 3:03
2. Lacrime in limousine (feat. Fedez) – 3:05 (testo: Andrea Pugliese, Jacopo Matteo Luca D'Amico, Federico Leonardo Lucia, Davide Simonetta, Luca Paolo Chiaravalli, Paolo Antonacci – musica: Luca Paolo Chiaravalli)
3. Ho smesso di tacere – 4:04 (testo: Luciano Ligabue)
4. Florida (feat. Nitro) – 2:52
5. Dark Lady – 2:59
6. Figlia di... – 3:25
7. Chi non muore si rivede – 2:51
8. Donne di ferro (feat. J-Ax) – 3:26
9. Quelle come me – 3:03
10. Persa nel supermercato – 3:29

Traccia bonus nella riedizione Manifesto (Special Edition)
1. Mare malinconia (con Franco126) – 2:56

## Classifiche
| Classifica (2021) | Posizione massima |
| ----------------- | ----------------- |
| Italia            | 8                 |

L'album, inoltre, ha debuttato al 1º posto nella classifica dei vinili più venduti in Italia.